# Atyriodes figulatum
Atyriodes figulatum är en fjärilsart som beskrevs av Paul Dognin 1906. Atyriodes figulatum ingår i släktet Atyriodes och familjen mätare. Inga underarter finns listade i Catalogue of Life.